# Force aérienne salvadorienne
La Force aérienne salvadorienne (Fuerza Aérea Salvadoreña) est la composante aérienne des Forces armées du Salvador.

## Histoire
L’armée de l’air salvadorienne (en espagnol : Fuerza Aérea de El Salvador, abrégé FAS) a été formée le 20 mars 1923. En 1947, après avoir signé le traité de Rio (qui était un traité de défense mutuelle entre les États américains, y compris les États-Unis), le Salvador a obtenu une nouvelle mission aérienne américaine et les États-Unis ont augmenté les transferts d’avions vers le pays.
L’armée de l’air salvadorienne a participé pour la première fois à la guerre de football de 1969 contre le Honduras, équipée de F4U Corsair et de P-51 Mustang. À la suite de la guerre du football de 1969, le Salvador a commencé a moderniser son armée de l’air. Incapables d’acheter des avions de combat aux États-Unis en raison d’un embargo sur les armes du gouvernement américain, les Salvadoriens ont acheté 18 Ouragan israéliens excédentaires sur le marché international de l’armement. Ces avions ont été remis à neuf par les Israéliens et ont été livrés au Salvador entre 1973 et 1978. À partir de la fin des années 1970, des actions de guérilla isolées se sont rapidement transformées en guerre civile. L’aide américaine au Salvador en 1980 consistait en six UH-1H et quatre autre en 1981 ; ils ont été utilisés comme hélicoptères de combat. D’autres livraisons ont porté le nombre d’UH-1H en service à 40. À partir de février 1982, les États-Unis ont livré huit A-37B Dragonflies, 12 UH-1H, quatre O-2A et trois C-123K. Le 6 mai 2013, à l’occasion du 189e anniversaire des forces armées du Salvador, le gouvernement salvadorien a annoncé l’achat prévu de 10 avions A-37 au Chili. 
Un quadrimoteur Douglas DC-6B a fourni une capacité logistique à long rayon d’action entre 1975 et sa retraite en 1998. Il a été utilisé sur des vols de ravitaillement à destination et en provenance des États-Unis. En décembre 1984, deux AC-47 ont été livrés pour être en service avec les trois autres C-47 en service. La guerre civile s’est terminée par un épuisement mutuel en 1990 et l’armée de l’air était orientée vers la sécurité intérieure.
En septembre 2016, il a été rapporté que l’armée de l’air salvadorienne, en coopération avec l’armée de l’air colombienne, finalisait les négociations sur la modernisation de ses hélicoptères Bell UH-1H au standard Huey 2. 
En 2015, elle s'engage au Mali en déployant 3 hélicoptères MD 500E au sein de la Mission multidimensionnelle intégrée des Nations unies pour la stabilisation au Mali. En janvier 2019, elle y déploie 3 autres hélicoptères soit 6 des 9 MD 500E dont elle dispose à cette date avec un contingent de 200 personnes.

## Aéronefs

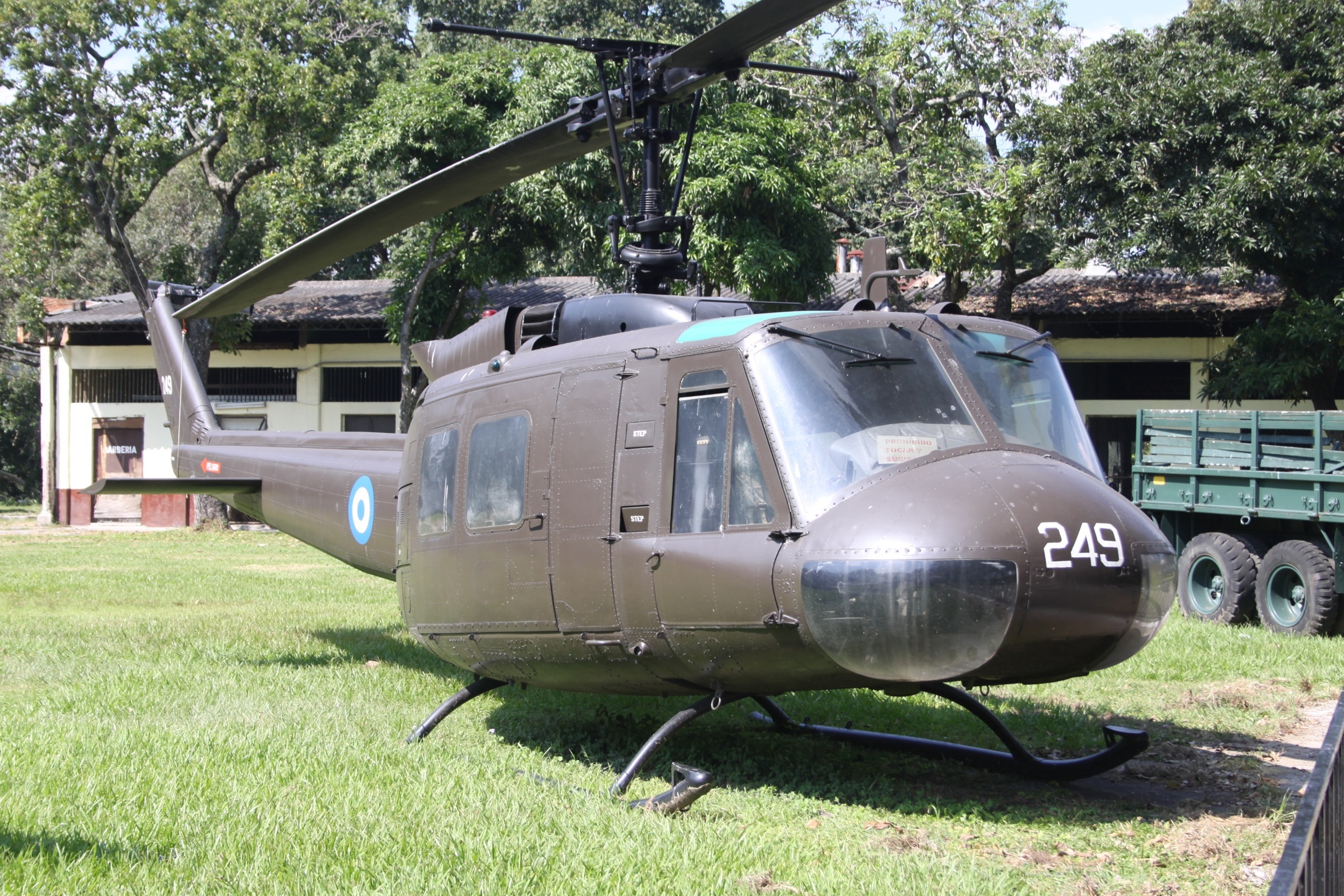
Bell UH-1H Iroquois

Les appareils en service en 2016 sont les suivants :
| Aéronefs              | Origine         | Type                         | En service      | Versions        |                 |                 |
| avion de combat       | avion de combat | avion de combat              | avion de combat | avion de combat | avion de combat | avion de combat |
| --------------------- | --------------- | ---------------------------- | --------------- | --------------- | --------------- | --------------- |
| Cessna A-37 Dragonfly | États-Unis      | Avion d'appui au sol         | 15              |                 |                 |                 |
| avion de transport    |                 |                              |                 |                 |                 |                 |
| IAI Arava             | Israël          | Avion de transport           | 3               |                 |                 |                 |
| Basler BT-67          | États-Unis      | Avion cargo                  | 1               |                 |                 |                 |
| avion d'entrainement  |                 |                              |                 |                 |                 |                 |
| ENAER T-35 Pillán     | Chili           | Avion d'entrainement         | 3               |                 |                 |                 |
| Hélicoptère           |                 |                              |                 |                 |                 |                 |
| Hughes MD 500         | États-Unis      | Hélicoptère utilitaire léger | 8               | MD 500E         |                 |                 |
| Bell 412              | États-Unis      | Hélicoptère utilitaire       | 4               |                 |                 |                 |
| Schweizer 269         | États-Unis      | Hélicoptère de transport     | 5               |                 |                 |                 |
| Bell UH-1 Iroquois    | États-Unis      | Hélicoptère de transport     | 13              | UH-1H/M         |                 |                 |